# Neuropatia ottica ischemica anteriore
La neuropatia ottica ischemica anteriore (NOIA) è una patologia acuta e indolore che comporta una perdita visiva a causa del danneggiamento del nervo ottico, come conseguenza di un'ischemia. Questa forma di neuropatia ottica può essere di due tipi: neuropatia ottica ischemica anteriore arteritica (NOIA-A), ovvero quando l’occlusione delle arterie ciliari posteriori brevi è causata da patologia infiammatoria (arterite di Horton o arterite a cellule giganti), e neuropatia ottica ischemica anteriore non arteritica (NOIA-NA), quando tale occlusione è dovuta non ad infiammazione ma ad aterosclerosi, associata perciò agli stessi fattori di rischio delle patologie ischemiche, come fumo, diabete o ipertensione arteriosa.
La NOIA rappresenta la causa più comune di neuropatia ottica acuta in pazienti di età superiore ai 50 anni.

## Sintomi
Generalmente, il paziente si accorge al risveglio del deficit visivo ad un occhio, vedendo un'ombra scura (scotoma) nella parte centrale o perdendo metà del campo visivo (emianopsia), il tutto senza che ci sia alcun dolore. Entro circa sei mesi dall'infarto, l'acuità visiva migliora di qualche linea nella Tabella di Snellen (quella con caratteri sempre più piccoli ad ogni riga) nel 42,7% dei pazienti, mentre nel 12,4% di essi la vista peggiora. Entro 5 anni dal manifestarsi della NOIA, l'altro occhio è coinvolto in circa il 15-20% dei pazienti.
La NOIA non è sempre invalidante, in quanto l'acuità visiva può anche essere solo moderatamente compromessa e nella maggior parte dei casi comporta emianopsia piuttosto che perdita quasi totale o totale della vista (anopsia) 

## Fattori di rischio
Il meccanismo con cui avviene la NOIA è abbastanza controverso. Ad ogni modo, gli esperti concordano nell'attribuire due principali fattori di rischio: la forma del disco ottico e i problemi cardiovascolari. Nel disco ottico si raccolgono tutti gli assoni delle cellule gangliari della retina presenti nel nervo ottico, il quale trasmette i segnali dalla retina al cervello. Il nervo ottico deve infatti penetrare nell'occhio, tramite un'apertura, il canale ottico, che solitamente è più grande del diametro del nervo di circa il 20-30%, ma che in alcuni pazienti ha lo stesso diametro del nervo stesso (il disco ottico perciò appare "affollato" in un'oftalmoscopia). Normalmente, ci si riferisce a un disco ottico con tale conformazione con "disk at risk", o "disco a rischio".
Pur essendo un fattore di rischio, la maggior parte delle persone con tale tipo di disco ottico non manifesta NOIA.
Il secondo fattore di rischio è quello, più generico, dei fattori di rischio cardiovascolare. I più comuni sono diabete mellito, ipertensione arteriosa e colesterolo alto. Nonostante ciò, il fattore più determinante è solitamente l'ipotensione arteriosa notturna, che spiega perché il 75% dei pazienti scoprano il deficit visivo al risveglio. I fattori di rischio cardiovascolare portano a ischemia (scarso afflusso di sangue) in una porzione del disco ottico (che può comportare la morte delle cellule, o infarto). Il disco si gonfia e, in un disco "affollato" o "a rischio", ciò comporta ulteriore compressione e ischemia.
Poiché gli occhi tendono ad avere simile conformazione, l'optometrista od oftalmologo guarderà l'altro occhio per individuarne la predisposizione anatomica alla NOIA. L'occhio non colpito ha infatti il 14,7% di rischio entro 5 anni.
In un piccolo numero di pazienti è stata riportata un'associazione tra NOIA-NA e uso di farmaci orali per la disfunzione erettile.

## Diagnosi
Poiché la NOIA-A si presenta in modo analogo alla NOIA-NA, i pazienti con più di 50 anni a cui è diagnosticata la NOIA verranno sottoposti ad accertamenti volti ad escludere che si tratti della forma arteritica (i cui sintomi sono: spasmi dolorosi dei muscoli della mascella, iperestesia (sensibilità aumentata) dello scalpo, perdita di peso involontaria, affaticamento, mialgia e mancanza d'appetito); i pazienti con NOIA-NA oltre i 75 anni dovrebbero sempre sottoporsi a tali controlli..
La distinzione tra la forma arteritica e quella non arteritica della NOIA serve a sottolineare le diverse eziologie della neuropatia ottica ischemica anteriore. La forma arteritica è dovuta ad un'arterite temporale, una patologia infiammatoria dei vasi sanguigni di medie dimensioni (Chapel-Hill Conference) che si manifesta soprattutto in età avanzata. La forma non arteritica, più comune, è il risultato della coincidenza di fattori di rischio cardiovascolare e di una forma del disco ottico "a rischio", e colpisce anche persone più giovani.
Mentre la forma non arteritica comporta solo raramente la perdita quasi totale della vista, la maggior parte dei casi di NOIA-A porta a cecità completa o quasi.
La neuropatia ottica ischemica anteriore non arteritica, NOIA-NA, è un infarto isolato della sostanza bianca del nervo ottico (CN II) o del disco ottico, ed è la più comune causa di perdita della vista improvvisa dovuta a neuropatia ottica, colpendo circa 10 000 americani ogni anno, spesso ad ambo i lati. Non esiste un trattamento clinico efficace, soprattutto perché si sa poco della sua patofisiologia, e ci sono pochi studi istopatologici della forma acuta.

## Trattamento
Nella varietà non-arteritica, si pensava che i danni fossero irreversibili. Un recente ampio studio retrospettivo e non controllato, tuttavia, ha evidenziato come i pazienti, con acuità visiva di 20/70 o peggiore, se trattati con elevate dosi di corticosteroidi durante i primi stadi della NOIA-NA ed entro due settimane dal manifestarsi della patologia, mostravano miglioramenti della vista nel 70% dei casi nel gruppo trattato, contro il 41% nel gruppo non trattato (odds ratio di miglioramento: 3.39; 95% CI:1.62, 7.11; p ¼ 0.001). Questo studio e uno studio sulla rivista scientifica statunitense Natural History sulla NOIA-NA (Ophthalmology 2008;115: 298–305) mostrano che l'acuità visiva può migliorare fino a 6 mesi dopo l'incidente, ma non dopo. Per minimizzare il rischio di ulteriori danni allo stesso o all'altro occhio, è fondamentale ridurre i fattori di rischio. Bisognerebbe controllare i fattori di rischio cardiovascolare per molte ragioni, tra le quali evitare che ciò accada anche all'altro occhio.
Una perdita o riduzione improvvisa della vista necessita di una consulenza oftalmologica. Se si sospetta una NOIA-NA, è preferibile concordare una consulenza neuro-oftalmologica.
Un recente articolo della Cochrane Collaboration ha cercato di stabilire l'efficacia di interventi chirurgici di decompressione del nervo ottico per la NOIA-NA, rispetto ad altri trattamenti o a nessun trattamento. Lo studio non ha rivelato miglioramenti visivi tra i pazienti sottoposti a tale operazione chirurgica per NOIA-NA, rivelando anzi effetti collaterali in tali pazienti.
Attualmente sono in corso molte ricerche su come proteggere il nervo ottico (neuroprotezione) o perfino rigenerare le fibre dello stesso. Ad oggi non ci sono prove a favore dell'efficacia dei cosiddetti neuroprotettori per la NOIA-NA. Tuttavia, è in corso uno studio clinico per il trattamento della NOIA-NA negli Stati Uniti, con l'intenzione di coinvolgere anche siti in India, Israele, Germania e Australia (vedi https://nordicclinicaltrials.com/nordic/?0 e ). Questo studio testerà l'uso di siRNA sintetico, ovvero RNA interferente breve, che blocca la caspasi-2, un enzima con un importante ruolo nel ciclo apoptotico.
In aggiunta a questo studio, sono stati richiesti dei brevetti da Pfizer, dalla University of Southern California, dalla Otsuka Pharmaceutical (casa farmaceutica giapponese) e altri individui per innovazioni nel trattamento della neuropatia ottica ischemica anteriore.

## Incidenza
Si stima che l'incidenza della NOIA, negli Stati Uniti, sia di circa 8 000 persone ogni anno.